# Phasicnecus bicolor
Phasicnecus bicolor är en fjärilsart som beskrevs av William Lucas Distant 1897. Phasicnecus bicolor ingår i släktet Phasicnecus och familjen Eupterotidae. Inga underarter finns listade i Catalogue of Life.